# Wulff Scheel-Plessen

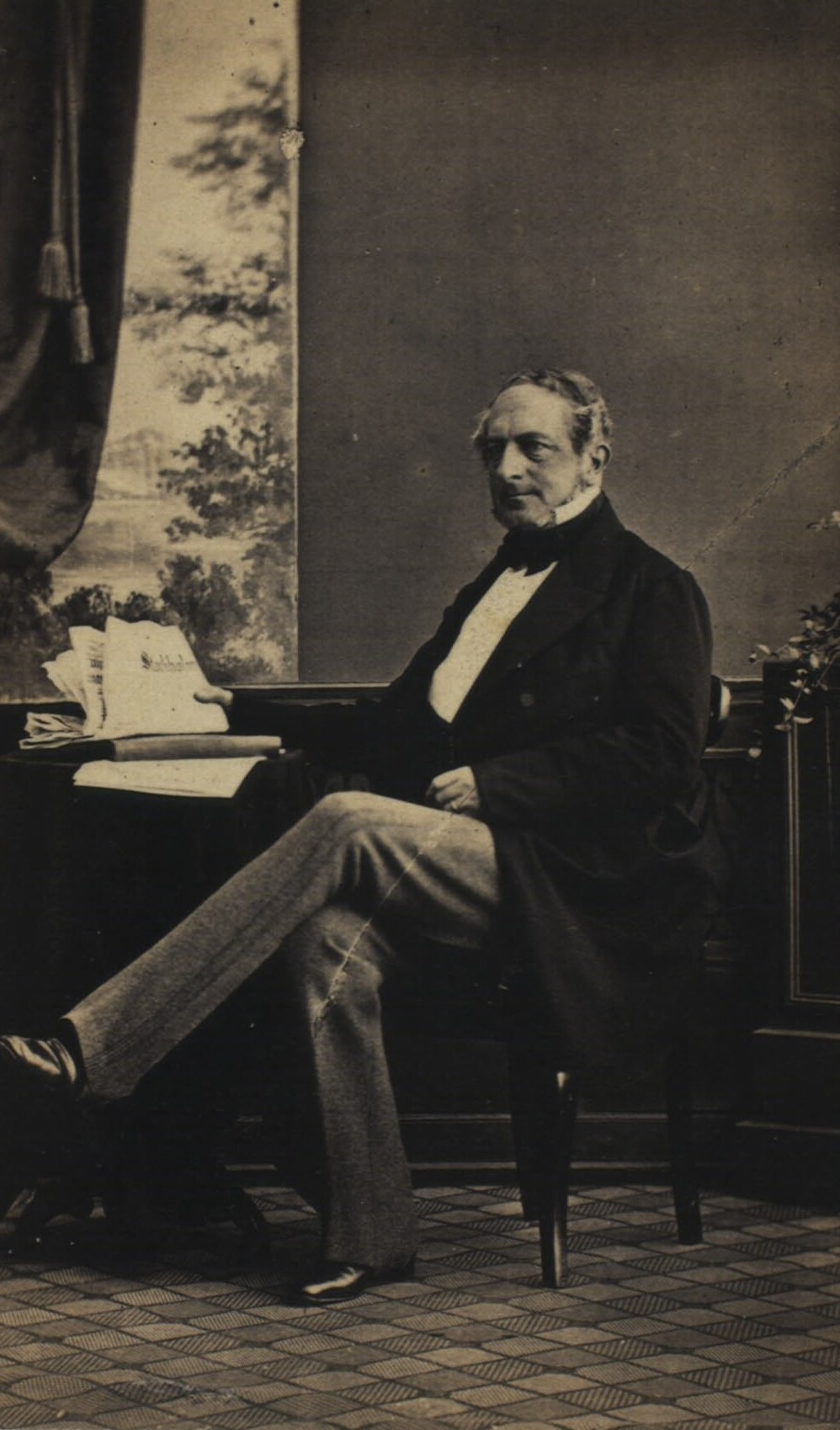
Graf Scheel-Plessen

Wulff Bernhard Heinrich Lehnsgraf von Scheel-Plessen (* 16. Februar 1809 in Hannover; † 7. Juli 1876 auf Gut Sierhagen) war ein holsteinischer Rittergutsbesitzer und dänischer Diplomat und Politiker.

## Familie
Wulff Scheel-Plessen wurde als ältester Sohn des königlich dänischen Geheimen Konferenzrates Mogens Joachim Lehensgraf von Scheel-Plessen und der Margaretha Wilhelmine von Hedemann, der Tochter des Bernhard Otto von Hedemann, geboren. Carl von Scheel-Plessen, Hugo von Plessen und Otto von Plessen waren seine Brüder. Am 27. August 1855 heiratete er die Hofdame Augusta Aurora Cecilia Lewenhaupt (1830–1902).

## Leben
Wulff Scheel-Plessen besuchte bis Ostern 1827 das Katharineum zu Lübeck. Er studierte an der Rheinischen Friedrich-Wilhelms-Universität Bonn, der Georg-August-Universität Göttingen und der Christian-Albrechts-Universität zu Kiel. Er wurde 1828 im Corps Borussia Bonn und 1830 im Corps Holsatia Göttingen und im Corps Holsatia Kiel recipiert. 1835 kam er als Attaché an die dänischen Botschaft in London. Er wurde 1836 zur dänischen Gesandtschaft nach Stockholm versetzt und blieb dort für die nächsten 10 Jahre, nur 1842 unterbrochen von einer vorübergehenden Tätigkeit von einigen Monaten als Geschäftsträger in Sankt Petersburg. Am 25. November 1847 wurde er zum dänischen Botschafter am preußischen Hof in Berlin ernannt. Mit Beginn der Schleswig-Holsteinischen Erhebung musste er Berlin am 28. April 1848 verlassen. In außerordentlichen Missionen vertrat er Dänemark im Juni 1848 bei den Feierlichkeiten in Malmö anlässlich des Thronjubiläums Königs Oscar I. und im Frühjahr 1849 in Den Haag anlässlich der Thronbesteigung von Wilhelm III. (Niederlande)
Von Juni 1849 bis September 1850 vertrat er den dänischen Botschafter am schwedischen Hof in Stockholm. Im Oktober 1850 begleitete er Christian IX. auf seiner Reise zu Nikolaus I. (Russland) nach Warschau. Nach einer kurzen Botschaftervertretung in Wien war er im April 1851 Vorsitzender der Adelsversammlung in Flensburg. Er nahm an der Verhandlungen mit Felix zu Schwarzenberg zur Wiederherstellung der dänischen Monarchie im Herzogtum Schleswig und im Herzogtum Holstein teil, die zum Erlass vom 28. Januar 1852 führten. Im Herbst 1852 trat er das Amt des Botschafters in Stockholm an. Am 12. Dezember 1854 wurde er zum dänischen Außenminister der Regierung unter Premierminister Peter Georg Bang berufen, dankte aber bereits am 15. Januar 1855 ab und verblieb auch nach dem Deutsch-Dänischen Krieg bis 1872 im Amt des dänischen Botschafters in Stockholm. Er unterstützte die Heirat von Friedrich VIII. (Dänemark) mit Louise von Schweden-Norwegen am 28. Juli 1869. Seine letzten Lebensjahre verbrachte er auf dem Familiengut Sierhagen.

## Auszeichnungen
- Dannebrogorden, Großkreuz (1852)
- Ernennung zum Geheimen Konferenzrat (1856)
- Elefanten-Orden (1862)
- Königlicher Seraphinenorden (1868)